# Cactus V
Cactus V je páté studiové album americké hardrockové skupiny Cactus, vydané v červenci 2006 u vydavatelství Escapi Music. Jde o první album skupiny od roku 1972, kdy vyšlo 'Ot 'n' Sweaty. Na albu hrají tři původní členové skupiny; bubeník Carmine Appice, baskytarista Tim Bogert a kytarista Jim McCarty. Původní zpěvák Rusty Day zemřel v roce 1982 a na albu ho nahradil Jimmy Kunes.

## Seznam skladeb
Autory všech skladeb jsou Appice, Bogert, Kunes a McCarty.
| Pořadí         | Název                 | Délka |
| -------------- | --------------------- | ----- |
| 1.             | Doing Time            | 4:49  |
| 2.             | Muscle and Soul       | 5:39  |
| 3.             | Cactus Music          | 4:34  |
| 4.             | The Groover           | 4:47  |
| 5.             | High in the City      | 4:11  |
| 6.             | Day for Night         | 5:49  |
| 7.             | Living for Today      | 2:58  |
| 8.             | Shine                 | 3:57  |
| 9.             | Electric Blue         | 5:40  |
| 10.            | Your Brother’s Keeper | 4:33  |
| 11.            | Blues for Mr. Day     | 1:21  |
| 12.            | Part of the Game      | 5:02  |
| 13.            | Gone Train Gone       | 4:50  |
| 14.            | Jazzed                | 4:42  |
| Celková délka: | Celková délka:        | 62:52 |

## Obsazení
- Tim Bogert – baskytara, zpěv
- Carmine Appice – bicí, zpěv
- Jim McCarty – kytara
- Jimmy Kunes – zpěv
- Randy Pratt – harmonika (host)